# کانگوروی خاکستری غربی
کانگوروی خاکستری غربی (نام علمی: Macropus fuliginosus) نام یک گونه از سرده درازپاها است.